# مقاطعة بابية

موقع المقاطعة في إيطاليا

مقاطعة بَابِيَة أو بافيا (بالإيطالية: Provincia di Pavia)‏، مقاطعة شمال إيطاليا في إقليم لومبارديا، عدد سكانها 518.768 نسمة ومساحتها 2965 كيلومترا مربعا وبها 190 مدينة وبلدة وقرية وعاصمتها مدينة بابية، يحدها شمالا مقاطعة ميلانو، وشرقا مقاطعة لودي وإقليم إميليا رومانيا عند مقاطعة بياتشنسا، من الغرب إقليم بييمونتي عند مقاطعة ألساندريا ومقاطعة فرشيلي ومقاطعة نوفارا.
يمر بها نهرا بو وتيتشينو اللذان يلتقيان على بعد 4 كم جنوب من مدينة بابية فتقسم أرض المقاطعة إلى ثلاثة أجزاء.

## أهم المدن والبلدات
| المدينة   | الاسم بالإيطالية | السكان |
| --------- | ---------------- | ------ |
| بابية     | Pavia            | 71,436 |
| فيدجيفانو | Vigevano         | 59,862 |
| فوغيرا    | Voghera          | 38,415 |
| مورتاتا   | Mortara          | 14,696 |